# ساباط جنب خانه معین التجار
ساباط جنب خانه معین التجار مربوط به اوایل دوره قاجار است و در اهواز، در قسمتی از بازار قدیمی واقع شده و این اثر در تاریخ ۸ دی ۱۳۷۸ با شمارهٔ ثبت ۲۵۴۸ به‌عنوان یکی از آثار ملی ایران به ثبت رسیده است.